# Asier Martínez
Asier Martínez (ur. 22 kwietnia 2000) – hiszpański lekkoatleta specjalizujący się w biegach płotkarskich.
Półfinalista mistrzostw Europy U20 w Borås (2019). W 2021 zajął 4. miejsce podczas halowych mistrzostw Europy w Chorzowie oraz triumfował na młodzieżowych mistrzostwach Starego Kontynentu w Tallinnie. Szósty zawodnik igrzysk olimpijskich w Tokio (2021).
Na początku 2022 zajął 4. miejsce na halowym czempionacie globu w Belgradzie. W tym samym roku stanął na najniższym stopniu podium mistrzostw świata w Eugene oraz zdobył w Monachium tytuł mistrza Europy.
Złoty medalista mistrzostw Hiszpanii oraz reprezentant kraju na drużynowych mistrzostwach Europy i w meczach międzypaństwowych.

## Osiągnięcia
| Rok  | Impreza                                 | Miejsce   | Konkurencja                | Lokata     | Wynik |
| ---- | --------------------------------------- | --------- | -------------------------- | ---------- | ----- |
| 2019 | Mistrzostwa Europy juniorów             | Borås     | bieg na 110 m przez płotki | półfinał   | 14,23 |
| 2021 | Halowe mistrzostwa Europy               | Toruń     | bieg na 60 m przez płotki  | 4. miejsce | 7,60  |
| 2021 | Superliga drużynowych mistrzostw Europy | Chorzów   | bieg na 110 m przez płotki | 1. miejsce | 13,43 |
| 2021 | Młodzieżowe mistrzostwa Europy          | Tallinn   | bieg na 110 m przez płotki | 1. miejsce | 13,34 |
| 2021 | Igrzyska olimpijskie                    | Tokio     | bieg na 110 m przez płotki | 6. miejsce | 13,22 |
| 2022 | Halowe mistrzostwa świata               | Belgrad   | bieg na 60 m przez płotki  | 4. miejsce | 7,57  |
| 2022 | Mistrzostwa świata                      | Eugene    | bieg na 110 m przez płotki | 3. miejsce | 13,17 |
| 2022 | Mistrzostwa Europy                      | Monachium | bieg na 110 m przez płotki | 1. miejsce | 13,14 |
| 2024 | Halowe mistrzostwa świata               | Glasgow   | bieg na 60 m przez płotki  | półfinał   | DQ    |
| 2024 | Mistrzostwa Europy                      | Rzym      | bieg na 110 m przez płotki | 4. miejsce | 13,45 |
| 2024 | Igrzyska olimpijskie                    | Paryż     | bieg na 110 m przez płotki | półfinał   | 13,35 |
| 2025 | Halowe mistrzostwa Europy               | Apeldoorn | bieg na 60 m przez płotki  | 7. miejsce | 7,68  |

## Rekordy życiowe
- Bieg na 60 metrów przez płotki (hala) – 7,49 (28 stycznia 2024, Val-de-Reuil)
- Bieg na 110 metrów przez płotki – 13,14 (17 sierpnia 2022, Monachium)